# Campionati mondiali juniores di sci nordico 2016
I campionati mondiali juniores di sci nordico 2016 si sono svolti dal 22 al 28 febbraio 2016 ad Râșnov in Romania. Si sono disputate competizioni nelle diverse specialità dello sci nordico: combinata nordica, salto con gli sci e sci di fondo.
A contendersi i titoli di campioni mondiali juniores sono stati i ragazzi e le ragazze nati tra il 1996 e il 2000. 

## Risultati

### Uomini

#### Combinata nordica

##### Individuale 10 km
| Pos. | Atleta                | Nazione   | Tempo   |
| ---- | --------------------- | --------- | ------- |
| 1    | Bernhard Flaschberger | Austria   | 28:02,1 |
| 2    | Vinzenz Geiger        | Germania  | 29:01,7 |
| 3    | Terence Weber         | Germania  | 29:10,6 |
| 4    | Eero Hirvonen         | Finlandia | 29:10,9 |
| 5    | Noa Ian Mraz          | Austria   | 30:39,4 |
| 6    | Martin Hahn           | Germania  | 31:04,1 |
| 7    | Kristjan Ilves        | Estonia   | 31:08,7 |
| 8    | Ryōta Yamamoto        | Giappone  | 31:10,5 |
| 9    | Samuel Mráz           | Austria   | 31:32,3 |
| 10   | Leif Torbjørn Næsvold | Norvegia  | 31:49,6 |

23 febbraio

Trampolino: Valea Cărbunării HS100

Fondo: 10 km

##### Individuale 5km
| Pos. | Atleta                | Nazione   | Tempo   |
| ---- | --------------------- | --------- | ------- |
| 1    | Tomáš Portyk          | Rep. Ceca | 11:01,5 |
| 2    | Terence Weber         | Germania  | 11:06,6 |
| 3    | Kristjan Ilves        | Estonia   | 11:06,9 |
| 4    | Lukáš Daněk           | Rep. Ceca | 11:49,9 |
| 5    | Hidefumi Denda        | Giappone  | 11:50,9 |
| 6    | Bernhard Flaschberger | Austria   | 11:55,4 |
| 7    | Vinzenz Geiger        | Germania  | 11:59,1 |
| 8    | Philip Beikircher     | Austria   | 12:02,2 |
| 9    | Aaron Kostner         | Italia    | 12:06,2 |
| 10   | Ondřej Pažout         | Rep. Ceca | 12:08,9 |

25 febbraio

Trampolino: Valea Cărbunării HS100

Fondo: 5 km

##### Gara a squadre
| Pos. | Nazione     | Atleti                                                                               | Tempo     |
| ---- | ----------- | ------------------------------------------------------------------------------------ | --------- |
| 1    | Austria     | Florian Dagn Noa Ian Mraz Samuel Mráz Bernhard Flaschberger                          | 57:31,8   |
| 2    | Germania    | Martin Hahn Tim Kopp Terence Weber Vinzenz Geiger                                    | 58:58,1   |
| 3    | Finlandia   | Wille Karhumaa Atte Korhonen Mikko Hulkko Eero Hirvonen                              | 1:00:16,3 |
| 4    | Rep. Ceca   | Ondřej Pažout Lukáš Daněk Tomáš Portyk David Zemek                                   | 1:00:47,3 |
| 5    | Norvegia    | Lars Ivar Skårset Petter Løset Skodjereite Leif Torbjørn Næsvold Einar Lurås Oftebro | 1:01:30,4 |
| 6    | Stati Uniti | Jasper Good Jared Shumate Stephen Schumann Ben Loomis                                | 1:03:05,3 |
| 7    | Giappone    | Hisaki Nagamine Yuto Nakamura Hidefumi Denda Ryōta Yamamoto                          | 1:03:06,8 |
| 8    | Russia      | Tigran Surmaljan Ivan Šarutin Vitalij Ivanov Aleksandr Ovsjannikov                   | 1:04:39,5 |
| 9    | Italia      | Luca Gianmoena Aaron Kostner Mirco Sieff Martin Taschler                             | 1:05:46,3 |
| 10   | Estonia     | Andreas Ilves Klaus Mark Kolpakov Ivo-Niklas Hermanson Kristjan Ilves                | 1:06:20,9 |

24 - 26 febbraio

Trampolino: Valea Cărbunării HS100

Fondo: 4x5 km

#### Salto con gli sci

##### Trampolino normale
| Pos. | Atleta             | Nazione   | Punti |
| ---- | ------------------ | --------- | ----- |
| 1    | David Siegel       | Germania  | 249,0 |
| 2    | Domen Prevc        | Slovenia  | 245,0 |
| 3    | Ryōyū Kobayashi    | Giappone  | 244,8 |
| 4    | Viktor Polášek     | Rep. Ceca | 240,7 |
| 5    | Janni Reisenauer   | Austria   | 230,6 |
| 6    | Tim Fuchs          | Germania  | 226,4 |
| 7    | Tomáš Vančura      | Rep. Ceca | 226,1 |
| 8    | Tobias Birchler    | Svizzera  | 222,9 |
| 9    | Maximilian Steiner | Austria   | 222,8 |
| 10   | Bor Pavlovčič      | Slovenia  | 222,2 |

23 febbraio

Trampolino: Valea Cărbunării HS100

##### Gara a squadre
| Pos. | Nazione   | Atleti                                                                          | Punti |
| ---- | --------- | ------------------------------------------------------------------------------- | ----- |
| 1    | Germania  | Jonathan Siegel Adrian Sell Tim Fuchs David Siegel                              | 866,7 |
| 2    | Norvegia  | Marius Lindvik Are Sumstad Robin Pedersen Halvor Egner Granerud                 | 838,4 |
| 3    | Giappone  | Masamitsu Ito Yuken Iwasa Naoki Nakamura Ryōyū Kobayashi                        | 820,9 |
| 4    | Austria   | Maximilian Steiner Simon Greiderer Thomas Hofer Janni Reisenauer                | 808,8 |
| 5    | Slovenia  | Anže Lanišek Tilen Bartol Bor Pavlovčič Domen Prevc                             | 808,0 |
| 6    | Rep. Ceca | Viktor Polášek František Holík Jan Michálek Tomáš Vančura                       | 789,6 |
| 7    | Polonia   | Łukasz Podżorski Krzysztof Leja Dominik Kastelik Przemysław Kantyka             | 745,3 |
| 8    | Finlandia | Niko Kytösaho Aapo Lehtinen Eetu Nousiainen Andreas Alamommo                    | 707,9 |
| 9    | Romania   | Sorin Iulian Pîtea Mihnea Alexandru Spulber Nicolae Sorin Mitrofan Eduard Torok | 333,5 |
| 10   | Francia   | Thomas Roch-Dupland Jonathan Learoyd Noélig Revilliod-Blanchard Paul Brasme     | 328,4 |

24 febbraio

Trampolino: Valea Cărbunării HS100

#### Sci di fondo

##### Sprint
| Pos. | Atleta                 | Nazione       |
| ---- | ---------------------- | ------------- |
| 1    | Johannes Høsflot Klæbo | Norvegia      |
| 2    | Kim Magnus             | Corea del Sud |
| 3    | Giacomo Gabrielli      | Italia        |
| 4    | Denis Spicov           | Russia        |
| 5    | Richard Leupold        | Germania      |
| 6    | Hugo Jacobsson         | Svezia        |
| 7    | Vladislav Večkanov     | Russia        |
| 8    | Marino Capelli         | Svizzera      |
| 9    | Alfred Buskqvist       | Svezia        |
| 10   | Jules Lapierre         | Francia       |

22 febbraio

Tecnica libera

##### 10 km
| Pos. | Atleta                    | Nazione       | Tempo   |
| ---- | ------------------------- | ------------- | ------- |
| 1    | Johannes Høsflot Klæbo    | Norvegia      | 28:57,8 |
| 2    | Kim Magnus                | Corea del Sud | 29:09,0 |
| 3    | Lauri Lepistö             | Finlandia     | 29:23,2 |
| 4    | Beda Klee                 | Svizzera      | 29:29,1 |
| 5    | Janosch Brugger           | Germania      | 29:32,6 |
| 6    | Thomas Bucher-Johannessen | Norvegia      | 29:42,2 |
| 7    | Lauri Gummerus            | Finlandia     | 29:44,6 |
| 8    | Michal Novák              | Rep. Ceca     | 29:52,1 |
| 9    | Viktor Thorn              | Svezia        | 29:54,6 |
| 10   | Kaarel Kasper Kõrge       | Estonia       | 29:55,2 |

23 febbraio

Tecnica classica

##### 15 km
| Pos. | Atleta                 | Nazione       | Tempo   |
| ---- | ---------------------- | ------------- | ------- |
| 1    | Ivan Jakimuškin        | Russia        | 31:19,1 |
| 2    | Mattis Stenshagen      | Norvegia      | 31:31,3 |
| 3    | Denis Spicov           | Russia        | 31:48,3 |
| 4    | Vebjørn Hegdal         | Norvegia      | 31:48,9 |
| 5    | Kim Magnus             | Corea del Sud | 31:54,0 |
| 6    | Ivan Kirillov          | Russia        | 31:57,9 |
| 7    | Johannes Høsflot Klæbo | Norvegia      | 31:58,0 |
| 8    | Aleksandr Bol'šunov    | Russia        | 31:58,3 |
| 9    | Janosch Brugger        | Germania      | 32:14,5 |
| 10   | Martin Collet          | Francia       | 32:21,4 |

25 febbraio

Tecnica libera

##### Staffetta 4x5 km
| Pos. | Nazione    | Atleti                                                                     | Tempo   |
| ---- | ---------- | -------------------------------------------------------------------------- | ------- |
| 1    | Norvegia   | Mattis Stenshagen Vebjørn Hegdal Jan Thomas Jenssen Johannes Høsflot Klæbo | 43:07,5 |
| 2    | Russia     | Aleksandr Bol'šunov Ivan Kirillov Denis Spicov Ivan Jakimuškin             | 43:55,2 |
| 3    | Francia    | Jules Lapierre Martin Collet Hugo Lapalus Camille Laude                    | 44:25,7 |
| 4    | Finlandia  | Aleksi Parttimaa Lauri Gummerus Markus Vuorela Lauri Lepistö               | 44:35,5 |
| 5    | Svezia     | Viktor Thorn Marcus Fredriksson Alfred Buskqvist Hugo Jacobsson            | 44:38,5 |
| 6    | Italia     | Mikael Abram Paolo Ventura Daniele Serra Giacomo Gabrielli                 | 44:43,2 |
| 7    | Svizzera   | Livio Matossi Beda Klee Dajan Danuser Gian Flurin Pfäffli                  | 45:06,8 |
| 8    | Rep. Ceca  | Ondřej Dudek Michal Novák Petr Pilz Karel Macháč                           | 46:07,2 |
| 9    | Germania   | Felix Daudert Richard Leupold Vincent Waller Janosch Brugger               | 46:22,1 |
| 10   | Kazakistan | Dmitrij Šubin Olžas Klimin Ivan Ljuft Aset Djusenov                        | 46:23,3 |

26 febbraio

### Donne

#### Salto con gli sci

##### Trampolino normale
| Pos. | Atleta              | Nazione  | Tempo |
| ---- | ------------------- | -------- | ----- |
| 1    | Chiara Hölzl        | Austria  | 209,0 |
| 2    | Katharina Althaus   | Germania | 197,4 |
| 3    | Sof'ja Tichonova    | Russia   | 184,9 |
| 4    | Daniela Haralambie  | Romania  | 184,3 |
| 5    | Yūka Setō           | Giappone | 184,0 |
| 6    | Ema Klinec          | Slovenia | 180,7 |
| 7    | Nika Križnar        | Slovenia | 180,4 |
| 8    | Claudia Purker      | Austria  | 177,0 |
| 9    | Elisabeth Raudaschl | Austria  | 173,1 |
| 10   | Ksenija Kablukova   | Russia   | 172,5 |

23 febbraio

Trampolino: Valea Cărbunării HS100

#### Sci di fondo

##### Sprint
| Pos. | Atleta               | Nazione     |
| ---- | -------------------- | ----------- |
| 1    | Amalie Håkonsen Ous  | Norvegia    |
| 2    | Lotta Udnes Weng     | Norvegia    |
| 3    | Jenny Solin          | Svezia      |
| 4    | Elina Rönnlund       | Svezia      |
| 5    | Emma Ribom           | Svezia      |
| 6    | Alina Meier          | Svizzera    |
| 7    | Katharina Hennig     | Germania    |
| 8    | Anastasija Kirillova | Bielorussia |
| 9    | Tiril Udnes Weng     | Norvegia    |
| 10   | Fabiana Wieser       | Svizzera    |

22 febbraio

Tecnica libera

##### 5 km
| Pos. | Atleta                | Nazione   | Tempo   |
| ---- | --------------------- | --------- | ------- |
| 1    | Marte Mæhlum Johansen | Norvegia  | 15:34,0 |
| 2    | Lotta Udnes Weng      | Norvegia  | 15:39,3 |
| 3    | Antonia Fräbel        | Germania  | 15:44,7 |
| 4    | Johanna Matintalo     | Finlandia | 15:48,2 |
| 5    | Tiril Udnes Weng      | Norvegia  | 15:51,0 |
| 6    | Ebba Andersson        | Svezia    | 15:55,0 |
| 7    | Ol'ga Kučeruk         | Russia    | 16:05,3 |
| 8    | Jana Kirpičenko       | Russia    | 16:05,6 |
| 9    | Lidija Durkina        | Russia    | 16:08,2 |
| 10   | Anna Comarella        | Italia    | 16:16,7 |

23 febbraio

Tecnica classica

##### 10 km
| Pos. | Atleta                | Nazione  | Tempo   |
| ---- | --------------------- | -------- | ------- |
| 1    | Ebba Andersson        | Svezia   | 23:29,8 |
| 2    | Katharina Hennig      | Germania | 23:58,8 |
| 3    | Tiril Udnes Weng      | Norvegia | 24:2,0  |
| 4    | Anna Comarella        | Italia   | 24:22,7 |
| 5    | Katherine Sauerbrey   | Germania | 24:23,8 |
| 6    | Marte Mæhlum Johansen | Norvegia | 24:24,9 |
| 7    | Emma Ribom            | Svezia   | 24:28,5 |
| 8    | Lotta Udnes Weng      | Norvegia | 24:33,1 |
| 9    | Antonia Fräbel        | Germania | 24:34,4 |
| 10   | Anja Mandeljc         | Slovenia | 24:37,3 |

25 febbraio

Tecnica libera

##### Staffetta 4x5 km
| Pos. | Nazione     | Atleti                                                                      | Tempo   |
| ---- | ----------- | --------------------------------------------------------------------------- | ------- |
| 1    | Svezia      | Emma Ribom Elina Rönnlund Ebba Andersson Jenny Solin                        | 22:30,7 |
| 2    | Norvegia    | Amalie Håkonsen Ous Marte Mæhlum Johansen Tiril Udnes Weng Lotta Udnes Weng | 22:31,3 |
| 3    | Russia      | Polina Nekrasova Aleksandra Golubickaja Jana Kirpičenko Ol'ga Kučeruk       | 22:40,9 |
| 4    | Germania    | Julia Richter Katharina Hennig Katherine Sauerbrey Antonia Fräbel           | 22:45,4 |
| 5    | Svizzera    | Alina Meier Lydia Hiernickel Stefanie Arnold Fabiana Wieser                 | 22:52,7 |
| 6    | Francia     | Delphine Claudel Laura Chamiot Maitral Juliette Ducordeau Léna Quintin      | 22:52,9 |
| 7    | Italia      | Martina Bellini Monica Tomasini Anna Comarella Ilenia Defrancesco           | 23:07,2 |
| 8    | Stati Uniti | Julia Kern Katharine Ogden Vivian Hett Sarah Bezdicek                       | 23:38,0 |
| 9    | Finlandia   | Anni Alakoski Johanna Matintalo Eveliina Piippo Vilma Nissinen              | 23:42,2 |
| 10   | Austria     | Lisa Achleitner Barbara Walchhofer Julia Pfennich Jasmin Berchtold          | 24:06,3 |

26 febbraio

### Misto

#### Salto con gli sci

##### Gara a squadre
| Pos. | Nazione   | Atleti                                                                     | Punti |
| ---- | --------- | -------------------------------------------------------------------------- | ----- |
| 1    | Slovenia  | Nika Križnar Bor Pavlovčič Ema Klinec Domen Prevc                          | 882,8 |
| 2    | Austria   | Claudia Purker Maximilian Steiner Chiara Hölzl Janni Reisenauer            | 869,8 |
| 3    | Germania  | Katharina Althaus Tim Fuchs Anna Rupprecht David Siegel                    | 865,7 |
| 4    | Norvegia  | Anna Odine Strøm Halvor Egner Granerud Silje Opseth Marius Lindvik         | 828,2 |
| 5    | Rep. Ceca | Zdena Pešatová Viktor Polášek Barbora Blažková Tomáš Vančura               | 808,8 |
| 6    | Giappone  | Minami Watanabe Masamitsu Ito Yūka Setō Ryōyū Kobayashi                    | 798,3 |
| 7    | Romania   | Andreea Diana Trâmbiţaş Sorin Iulian Pîtea Daniela Haralambie Eduard Torok | 750,5 |
| 8    | Russia    | Ksenija Kablukova Artur Sultangulov Sof'ja Tichonova Sergej Pyžov          | 742,8 |
| 9    | Italia    | Lara Malsiner Joy Senoner Manuela Malsiner Alex Insam                      | 373,2 |
| 10   | Francia   | Romane Dieu Noélig Revilliod-Blanchard Léa Lemare Paul Brasme              | 341,3 |

24 febbraio

Trampolino: Valea Cărbunării HS100